# Eerie Von
Eerie Von est un musicien américain né le 25 août 1964.

## Biographie
Camarade de classe et ami de Doyle Wolfgang Von Frankenstein, le petit frère de Jerry Only, il rentre rapidement dans l'entourage des Misfits dont il devient photographe et roadie. Parallèlement il devient batteur du groupe Rosemary's Babies en 1980. Deux ans plus tard, les Misfits lui proposent d'intégrer le groupe  qui n'a alors plus de batteur, mais il refuse, préférant se consacrer à son premier groupe.
Il accepte néanmoins la proposition de Glenn Danzig (le chanteur des Misfits) d'intégrer en 1984 le groupe Samhain qu'il vient de créer, en tant que bassiste. En 1987, sous l'influence du producteur Rick Rubin, le groupe change de nom et devient Danzig. Ils connaissent un succès très important durant les années 90, mais après avoir publié 4 albums, Eerie Von quitte le groupe en 1995 (le batteur Chuck Biscuits et le guitariste John Christ quittèrent eux aussi le groupe au même moment).
Il poursuit désormais une carrière solo, et s'adonne à la peinture. Il met par ailleurs fréquemment en vente sur internet des photos inédites des Misfits, de Samhain et de Danzig.

## Discographie

### Solo
- 1995 - Uneasy Listening (avec Mike Morance)
- 1998 - The Blood And The Body
- 2004 - Bad Dream No.13
- 2006 - EERIE VON'S "Spidercider"

### Avec Rosemary's Babies
- 1983 - Blood Lust
- 2004 - Talking to the Dead

### Avec Samhain
- 1983 - Initium
- 1985 - Unholy Passion EP
- 1986 - November-Coming-Fire
- 1990 - Final Descent
- 2001 - Samhain Live '85-'86

### Avec Danzig
- 1988 - Danzig
- 1990 - Lucifuge
- 1992 - Danzig III: How the Gods Kill
- 1993 - Thrall: Demonsweatlive
- 1994 - Danzig 4
- 2001 - Live on the Black Hand Side